# Ledeča vas
Ledeča vas este o localitate din comuna Šentjernej, Slovenia, cu o populație de 73 de locuitori.